# 萎縮性胃炎

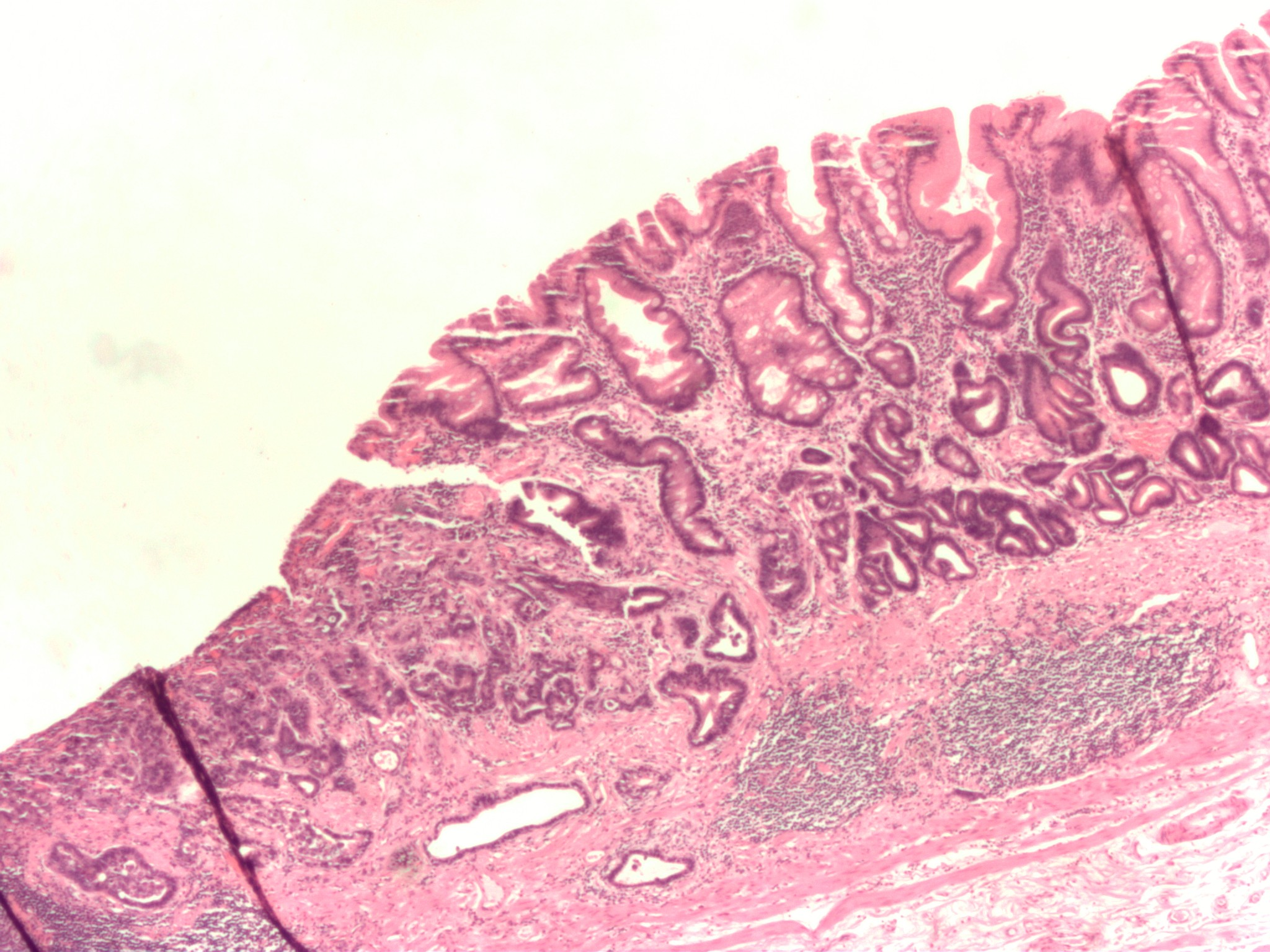
胃の洞の腸上皮化生（写真中央上）と胃の腺癌（写真左中央）。H&E染色。

萎縮性胃炎（いしゅくせいいえん、英: Atrophic gastritis）とは、胃の「慢性胃炎」の状態の多くを占める。「慢性胃炎」とほぼ同義として用いられる。

## 定義
胃炎における「萎縮(Atrophy)」とは、胃底腺組織の減少と、それにより胃粘膜の菲薄化が生じることである。内視鏡（胃カメラ）では、胃粘膜血管の透見が見られ、粘膜色調も褐色調へと変化し、胃の粘膜皺壁の消失が認められる。

## 要因
「Strickland ＆ Mackay 分類」で以下の2つに分類されるが、ほとんどの場合はヘリコバクター・ピロリ感染によるものである。
- A型胃炎：自己免疫性胃炎

頻度は少ない。欧米のスカンジナビア半島に多く認められていることが報告されている。
- B型胃炎：ヘリコバクター・ピロリ感染胃炎

ほとんどの場合の要因である。

## 所見
「萎縮性胃炎」は多くの場合は「ヘリコバクター・ピロリ感染胃炎」による変化の一つであり、ほぼ同義として用いられている。
ヘリコバクター・ピロリ感染により胃粘膜には急性胃炎が発症し、慢性活動性胃炎となり、次第に固有胃腺が減少・消失した萎縮性胃炎となり、さらに腸上皮化生へ進展することにより分化型胃癌が発生する。
「ヘリコバクター・ピロリ感染胃炎」による主な所見。
- 腸上皮化成(intestinal metaplasia)

胃底腺萎縮と腸上皮粘膜形成と認めたもので、白色隆起の粘膜所見を呈する。
- 過形成polyp(hyperplastic polyp)
- 鳥肌胃炎 (nodularity gastritis)

ヘリコバクター・ピロリ感染初期に生じる胃粘膜変化で、鳥皮のような結節状/顆粒状隆起の散在所見を呈する。
組織学的にはリンパ濾胞の増生が認められ、感染に対する免疫応答の変化と考えられている。
ヘリコバクター・ピロリ除菌治療にて消失することが知られている。
- 黄色腫(xanthoma)

ヘリコバクター・ピロリの感染にて胃に生じる変化。
- 瀰漫性発赤/点状発赤(diffuse redness / spotty redness)

ヘリコバクター・ピロリが活動的に感染している胃に認められる変化。
- 地図状発赤(map like redness)

ヘリコバクター・ピロリ除菌後の胃に認められる変化。除菌後の定期的な注意深い監視が必要と指摘されている。

## 分類

### 木村・竹本分類
1969年に、東京大学医学部第三内科の竹本忠良（後に東京女子医科大学教授）と、木村健（後に自治医科大学教授）によって提唱された分類で、胃の萎縮性変化の進行を分類したもの。現在でも実臨床で広く用いられている分類。
- Closed type
  - C-1 C-2 C-3
- Open type
  - O-1 O-2 O-3

### 京都分類
2013年に、京都で開催された「第85回日本消化器内視鏡学会総会」で、「木村・竹本分類」を基本として「ヘリコバクター・ピロリ」の感染状態を付加して提唱された分類。
- ヘリコバクター・ピロリ感染の活動性
  - Active gastritis（現在の感染）
  - Inactive gastritis（感染の既往）
  - Non gastritis（未感染）

- 萎縮性変化の範囲
  - 木村・竹本分類に準ずる

- ヘリコバクター・ピロリ感染の所見
  - 萎縮 (A Atrophy)：0・1・2
  - 腸上皮化成 (IM intestinal metaplasia)：0・1・2
  - 皺壁腫大 (H hida)：0・1
  - 鳥肌 (N nodularity)：0・1
  - 瀰漫性発赤 (DR diffuse redness)：0・1・2